# Chamalières
Chamalières is een gemeente in het Franse departement Puy-de-Dôme in de regio Auvergne-Rhône-Alpes. De plaats maakt deel uit van het arrondissement Clermont-Ferrand en van het gemeentelijk samenwerkingsverband Clermont Auvergne Métropole.  Chamalières telde op 1 januari 2022 17.591 inwoners.

## Geschiedenis
In de Gallo-Romeinse tijd lagen hier necropolissen en een heiligdom verbonden aan de stad Augustonemetum (het latere Clermont). Ook een aquaduct dat de Romeinse stad van water voorzag liep over het grondgebied van de latere gemeente. Rond 665 stichtte de graaf van Auvergne hier een vrouwenklooster in de vallei van de Tiretaine. Naast het klooster ontstond een dorp in deze vruchtbare vallei. In de vroege 11e eeuw kreeg Chamalières een feodaal kasteel. Het dorp bezat een verdedigingsmuur en een twintigtal watermolens op de Tiretaine. Deze watermolens werden niet enkel gebruikt door het malen van graan maar vanaf de 15e eeuw ook voor de productie van papier. Tot het midden van de 19e eeuw bleef Chamalières een redelijk geïsoleerd dorp. Dit veranderde na de aanleg van de weg Clermont-Ferrand - Limoges die door het dorp liep. In 1881 werd het treinstation geopend en aan het einde van de 19e eeuw kwam er ook een elektrische tram naar Clermont-Ferrand. Tijdens de Eerste Wereldoorlog waren er fabrieken in de gemeente die goederen leverden voor het Franse leger, waaronder schoenen. Er waren ook verschillende militaire hospitalen.
Het gemeentehuis is sinds 1960 gevestigd in het 18e-eeuwse kasteel Montjoli. Tussen 1967 en 1974 was Valéry Giscard d'Estaing burgemeester van Chamalières.

## Geografie
De oppervlakte van Chamalières bedroeg op 1 januari 2022 3,77 vierkante kilometer; de bevolkingsdichtheid was toen 4.666 inwoners per km².
De onderstaande kaart toont de ligging van Chamalières met de belangrijkste infrastructuur en aangrenzende gemeenten.

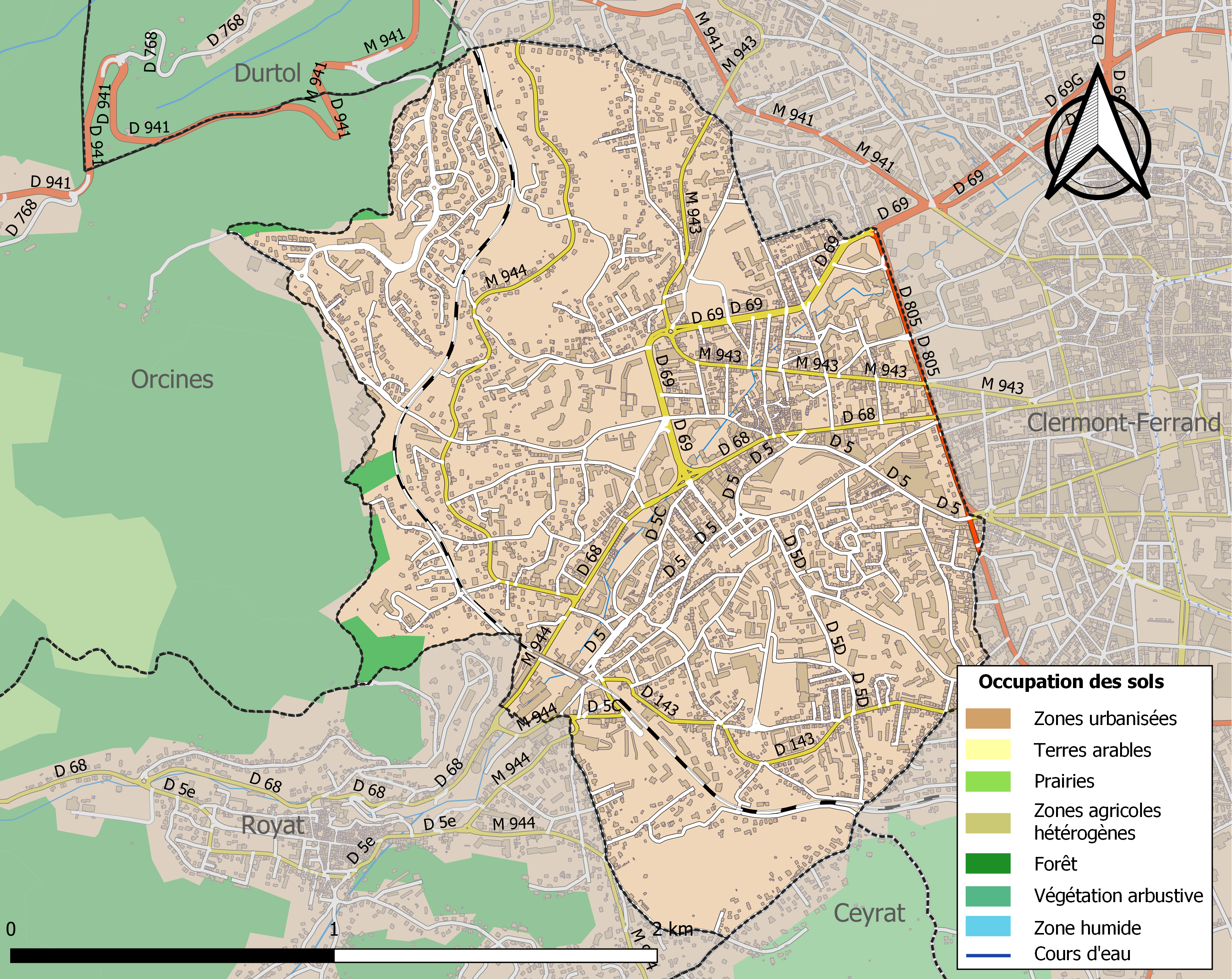

## Verkeer en vervoer
In de gemeente ligt het spoorwegstation Royat-Chamalières.

## Demografie
Onderstaande figuur toont het verloop van het inwonertal (bron: INSEE-tellingen).

## Geboren
- Raoul Lufbery (1885-1918), Frans-Amerikaans luchtmachtpiloot
- Michel Charasse (1941-2020), politicus
- Renaud Camus (1946), schrijver
- Bernard Loiseau (1951-2003), chef-kok
- Jean-Louis Murat (1952-2023), zanger en songwriter